# 1962 en fantasy
| Années de la fantasy : 1959 - 1960 - 1961 - 1962 - 1963 - 1964 - 1965    |
| Décennies de la fantasy : 1930 - 1940 - 1950 - 1960 - 1970 - 1980 - 1990 |

L'année 1962 a été marquée, en matière de fantasy, par les événements suivants.

## Naissances et décès

### Naissances
- 10 août : Suzanne Collins, écrivaine américaine.

## Romans - Recueils de nouvelles ou anthologies - Nouvelles
- Les Aventures de Tom Bombadil, recueil de poèmes